# Haringvliet (Rotterdam)
Het Haringvliet, voorheen Harinckvliet, aan de oostkant van het centrum van Rotterdam is een uit de 1590 stammende binnenhaven, genoemd naar de vissers van de haringvloot die hier aanmonsterden. Later was dit de haven waar de schepen van de Admiraliteit van Rotterdam lagen afgemeerd en werden bevoorraad.

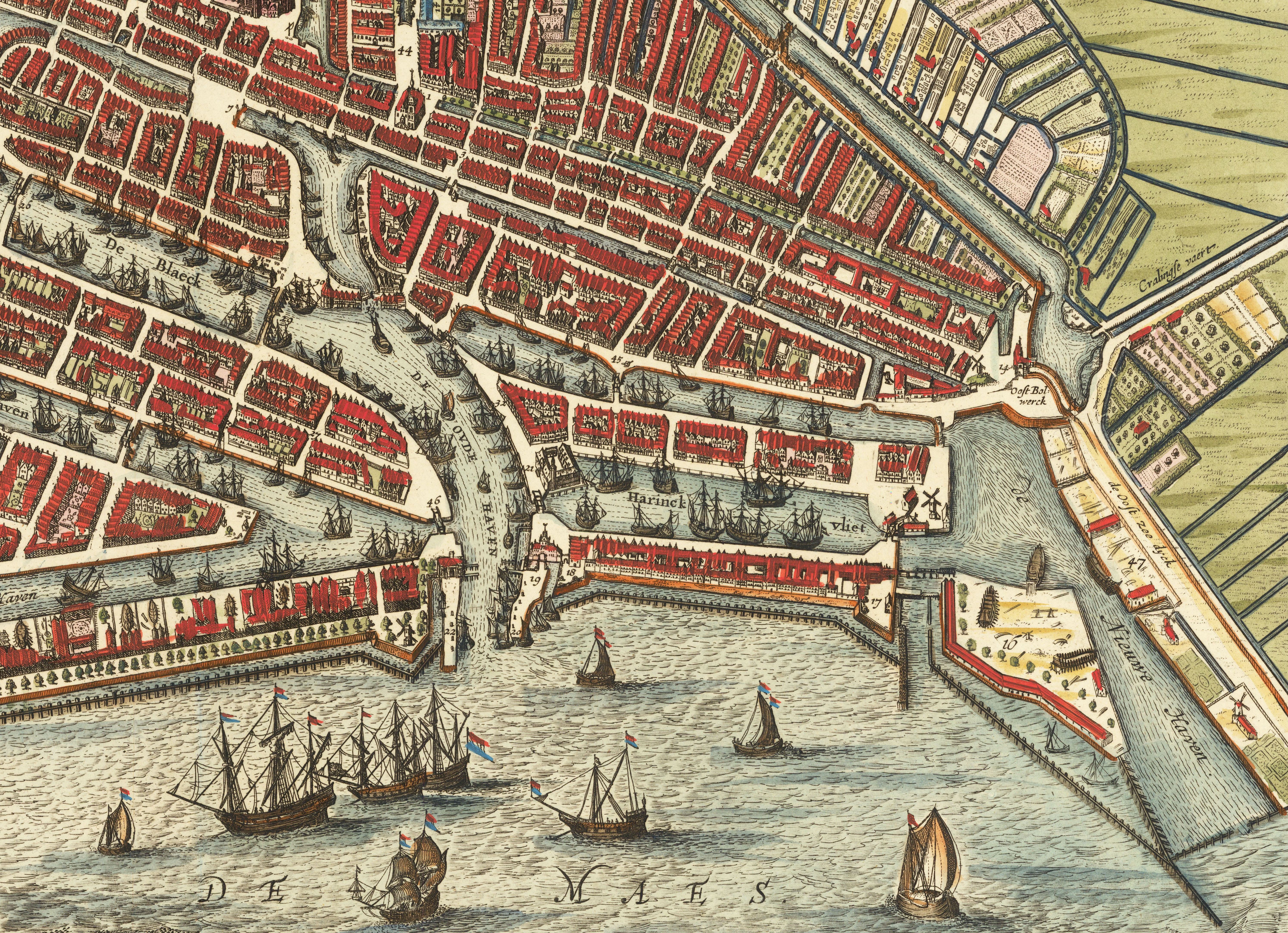
Het Haringvliet in het midden (1690)
Nieuwe Haven rechts

De haven is een oostelijke aftakking van de Oude Haven, en loopt door in het Boerengat. Ten noorden van het Haringvliet groef men later de Nieuwe Haven in het verlengde van de Blaak, thans de Burgemeester van Walsumweg. Vanuit het Haringvliet heeft men naar het westen toe zicht op de oudste wolkenkrabber aan deze zijde van de Atlantische Oceaan, het Witte Huis uit 1898 aan de Wijnhaven. In de 1936 werd aan de oostkant van de haven het Havenziekenhuis gebouwd, dat hier in de jaren zestig nog werd uitgebreid. Ook het Vendu Rotterdam heeft een tijdlang hier een vestiging gehad.

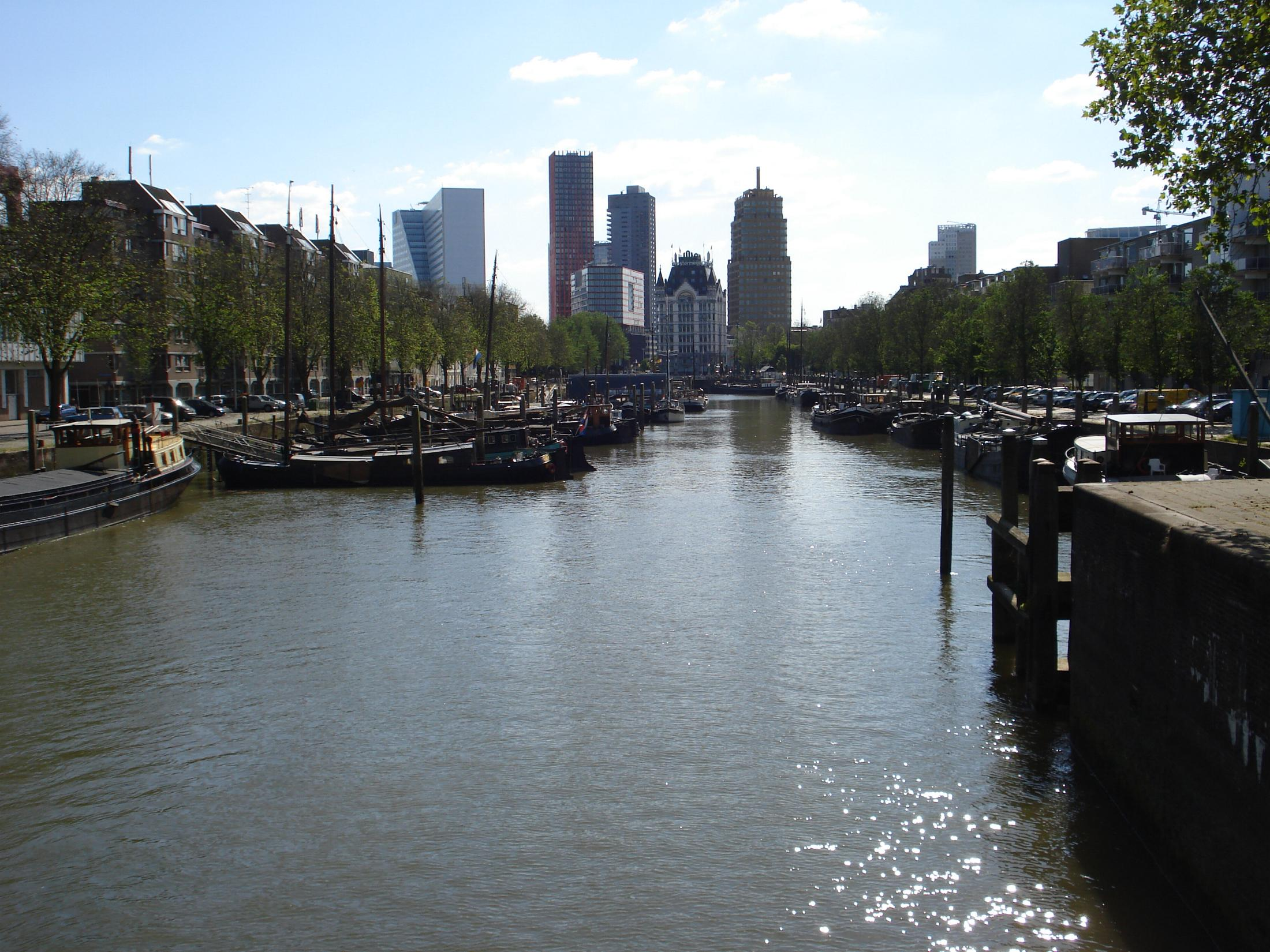
Het Haringvliet